# Česká cena za ergonomii
Česká cena za ergonomii je oceněním vybraných produktů designu navržených, vyráběných, případně užívaných v českém prostředí, které oplývají příkladnými uživatelskými kvalitami (UX design). Její udělování je reakcí na charakter dalších českých ocenění designu, u kterých dominují estetické kvality.
Cena je vyhlašována nepravidelně jednou za několik let, vždy když se nashromáždí dostatečné množství kvalitních nominací. Některé ročníky jsou také doplněny „anticenou“.

## Pořadatelé
Udílení Ceny za ergonomii je organizováno od roku 2007 ve spolupráci České ergonomické společnosti, Institutu informačního designu (do roku 2016), Muzea umění a designu Benešov (do roku 2016) a Institutu inteligentního designu (od roku 2017).

## Nominace a hodnocení
Nominace může pocházet od jakéhokoliv subjektu, musí být doprovázena výstižnou dokumentací ergonomie, ale také komplexně dalších kvalit, podle kterých je posouzeno přijetí. Přijaté nominace jsou podrobeny ergonomické analýze, jejíž výsledky jsou dány k posouzení mezioborové komisi složené z ergonomů, lékařů, psychologů, teoretiků vizuální komunikace ad. specialistů. Ti vybírají 1 – 5 příkladných produktů, kterým je ocenění uděleno. Od roku 2020 je pro posílení naučného efektu udělována také Anticena, jejíž nominace a hodnocení probíhají podobně. Snahou komise je vybírat produkty vyvážených kvalit, pokud však nejsou k dispozici, rozhodující je kvalita ergonomická.

## Ceny za ergonomii 2007
Michael Havlík, student pražské Vysoké školy uměleckoprůmyslové (VŠUP), byl oceněn za návrh čtyřkombinace osobních komunikačních přístrojů, které vynikaly vzájemným technickým (funkčním) i stylovým sladěním. Jeho návrh soupravy notebooku, telefonu, digitálních náramkových hodinek a náhlavní soupravy vycházel z dobových technologických možností, uživatelskými kvalitami ale překonával většin produktů dobového trhu.
Petr Hák, rovněž student VŠUP, byl oceněn za nábytkovou trojkombinaci pro práci s notebookem s nezbytnou ergonomickou kvalitou – možností střídání poloh sed – klek – stoj. Produkt má i významné ekonomické a ekologické kvality – šetří materiál a energii při výrobě, finance při nákupu a místo v pracovním prostoru. I tento projekt výrazně předběhl svou dobu a neměl na trhu obdobu.
Ceny byly předány na slavnostním večeru v divadle La Fabrika za přítomnosti rektora VŠUP.

## Cena za ergonomii 2010
Cena byla udělena u příležitosti odborného sympozia České ergonomické společnosti věnovaného komfortu české hromadné dopravy posledního dvacetiletí v Praze v listopadu roku 2010.
Ocenění získal osobní železniční vagon řady BDt a navazující řady Bp (Bp282) výrobce Vagonka Studénka (MSV Studénka a.s.). Tato řada byla vyráběna v létech 1987 – 1992. Ocenění bylo směřováno jednak k projektantům Vagonky Studénka – Ing. Jiřímu Lindovskému, jež některé otázky konzultoval s designérem Vladislavem Staňkem, jednak k objednavateli (dopravci) – státnímu podniku veřejné služby – České dráhy, neboť je třeba podporovat důležitost vyšší úrovně tohoto vztahu podobně, jako bývají oceňováni také investoři kvalitní architektury.

### Zdůvodnění ocenění
Vůz byl vybrán mezi ostatními osobními železničními vagóny dvacetiletí 1990 – 2010 metodou srovnávací analýzy. Byly u něj sledovány a oceněny následující ergonomické vlastnosti:
Vůz využívá výhody velkoprostorového interiéru, který je uprostřed rozdělen na dvě stejné části. Tvarování sedadel včetně područek a bočních opěrek hlavy dosahuje požadovaného ergonomického standardu. Zvolený stupeň měkkosti sedáků a opěráků vytváří pohodlí a současně brání disharmonii napětí svalového korzetu páteře. V povrchové úpravě jde o optimální kombinaci koženky a sametové textilie. Hladkou koženkou jsou řešeny mechanicky nejvíce namáhané boky sedáku a opěráku, dále opěrka hlavy, čím je zajištěn vyšší stupeň hygieny v dotyku s vlasy, příp. tváří. Textilií je řešena hlavní střední plocha sedáku a opěráku, čím je posílen tepelný odpor a sedadlo ani při nižších teplotách nechladí tepelně citlivé partie bederní části trupu. Toto nadprůměrné řešení je optimální odpovědí na starší i nové otázky po materiálu sedadel. Textil je sice znakem pohodlí, ale neplní hygienické požadavky a může mít nižší životnost. Hladká koženka sama o sobě má zbytečně malý tepelný odpor a při některých polohách těla je nevhodně klouzavá. Barevnost sedadla pracuje s uklidňujícími střídmými tlumenými tóny. Sedáky lze pro různé účely (úklid, umístění invalidního vozíku či rozměrných zavazadel apod.) sklápět. Druhou mimořádnou kvalitu vozu představuje řešení hygienického zařízení. Pro oba ovladače vody (umyvadlo, splachování WC) je užito optimální formy – nožní páky, tvar sedátka podporuje hygienu přerušením oblouku v přední části. Sedátko drží pružina ve zdvihnuté poloze, což také významně podporuje hygienu. Mimořádně promyšlené je i účinné splachování mísy WC, kde je použito vstřikování způsobující rotaci vodního proudu.
Promyšlenou ergonomickou kvalitou oplývají i nástupní prostory. Jeden z nich má větší plochu umožňující umístění jízdních kol i kočárků. Jsou zde i sklopná sedadla. Speciálně jsou řešena madla související s dveřmi i stropní držadla, což je v tomto prostoru mimořádně důležité. Psychologicky promyšlené je také barevné řešení. Posuvné dveře, umožňující průchod mezi vagony, jsou na rozdíl od většiny vozů ČD fixovatelné, proto s nimi člověk obtížený dvěma zavazadly nemusí při průchodu zápasit.
Systém manipulace s okny umožňuje nastavení jakékoliv velikosti větrací mezery a je řešen tak, že používáním ani stárnutím materiálu se jeho funkčnost zásadně nemění. Většina oken ve vozech českých vlaků má jen dvě polohy, přičemž jedna z nich mnohdy špatně fixuje. Stínění slunečního svitu je provedeno funkčními záclonkami. Zimní vytápění vozu nevykazuje zásadní nedostatky. Systém větrání okny a běžného vytápění je zejména v ČR funkčnější než klimatizační systémy bez možnosti větrání, neboť programování (nekvalitní programy, absence nezbytných čidel a sdělovačů) těchto systémů nebo jejich běžná nekvalifikovaná obsluha dosud nedokázaly zajistit kvalitní mikroklima v tuzemských vlacích a respektovat tak důležité vládní nařízení o regulaci klimatizačních systémů veřejných prostorů.
Většina ostatních kvalit vozu je vyrovnaná a dosahuje dobrého dobového standardu. Vzhledem k tomu, že jde o rychlíkový vůz, není negativně vnímána ani absence nízkopodlažní části. Za jediné nedostatky lze považovat absenci pomocných prvků regulujících proud vzduchu z otevřeného okna a špatně čistitelný rub sedátka WC.
Některé z oceněných kvalit se u jiných vagónů a souprav v ČR sice vyskytují, ale ne v takovém množství a v tak vyvážené sestavě. Některé z uvedených kvalit, zejména sedadel a WC ani po dvaceti letech mnohé vagóny užívané v ČR stále nedosahují. Vyrovnanost celkového řešení souvisí i s dobrým standardem stylu designu, který ovšem sám o sobě není předmětem tohoto hodnocení a ocenění. Ocenění je uděleno s přihlédnutím k obdobně řešeným motorovým, řídícím a vloženým vozům řady Bftn a Btn (843, 943 a 043) téhož projektanta, výrobce a dopravce.

## Ceny za ergonomii 2014
Další české ceny za ergonomii byly uděleny v roce 2014. Směřovaly do prostoru městské tramvajové dopravy, v němž probíhá nejen mnoho přínosných, ale i povrchních inovací. Cena udělená dopravci – DPHMP mohla připomínat udělení předchozí ceny státnímu dopravci České dráhy, neboť vyzdvihovala starší kvalitní, dlouhodobě provozovaný produkt, mj. proto, že mnohé nové jeho kvalit nedosahují.
Pražskému dopravnímu podniku byla cena udělena za schopnost udržet množství tramvají T3 (designér František Kardaus) v provozu bez zbytečných (a v realizovaných případech většinou nekvalitních) obměn interiéru. Zkušenosti z dalšího vývoje potvrdily, že tyto oblíbené pražské tramvaje, považované za městské ikony, mají nejen nadčasový design, ale i velmi kvalitní ergonomii. Je třeba připomenout, že ergonomie nezkoumá jen fyzické, ale také psychické a komplexně organizační parametry produktů.
Druhá česká cena za ergonomii roku 2014 byla udělena projektantům a výrobci nových typů tramvaje EVO2. Jde o dvoučlánkovou šestinápravovou plně nízkopodlažní tramvaj, vyvinutou a vyrobenou českou Aliancí TW Team (Pragoimex, VKV Praha a KOS Krnov). Designéry byli architekti Ondřej Hilský s kolegou Pavlem Táborským (PO ARCHITEKTI, Praha, 2012). Tato tramvaj v rámci novější české produkce vyniká sladěním ergonomie a stylu. Stylové řešení tramvají v ČR je důležité nejen pro obecné nároky, ale také proto, že tato vozidla projíždějí často svébytnými historickými centry měst a je vhodné, když v nich nepůsobí necitlivě nebo dokonce arogantně. Tato tramvaj se jako jediný český hromadný dopravní prostředek (za celou dobu udílení cen) dostala mezi nominace národní ceny za design CZECH GRAND DESIGN v kategorii průmyslový design za rok 2012.

### Zdůvodnění ocenění tramvaje T3
Ke kvalitám T3 patří mj. organizace vnitřního prostoru. Tramvaj má optimální poměr míst k sezení a ke stání, čím vzniká příjemný, přehledný a kapacitní vnitřní prostor. Městské tramvaje jsou určeny k dopravě na kratší vzdálenosti, při kterých není nutné sedět, takže sedadla jsou určena spíše pro starší a handicapované lidi, na což s oblibou zapomínají jak výrobci, tak mladí cestující.
Další kvalitu představují sedadla. Samotná původní plastová sedadla patří také mezi obdivované dobové ikony sedacího nábytku a jsou proto vystavována v muzeích designu. Přes své poměrně malé rozměry sedáku a opěráku zajišťují pevné sezení, protože jsou na rozdíl od překližkových sedadel v tramvajích ForCity vhodně tvarována. V době začátků výroby tramvají T3 bylo diskutováno vyhřívání sedadel a následně došlo k úpravě zamezující nepříjemnému pocitu z příliš teplého sedáku. Vyhřívání plastového sedáku však zásadně zvyšuje komfort, neboť plasty s hladkou povrchovou úpravou mají malý tepelný odpor a nevhodně chladí tělo na citlivém místě. Sedadla v rekonstruovaných tramvajích T3 jsou sice použitím jiného materiálu podobně komfortní, ale jejich neprofesionální tvarování a barevnost zásadně degraduje původní kvalitní styl interiéru.
K původnímu řešení interiéru patří rovněž užití umakartových stěn s decentní barevnou strukturou s jemným textilním vzorem. V rekonstruovaných tramvajích se oproti tomu objevily úpadkové plastové imitace mramoru, které jsou signálem absolutní nekompetentnosti projektantů i zadavatelů rekonstrukce.
Okna a vnitřní mikroklima. Další vývoj ukázal, že zavádění tmavých skel zejména ve vozidlech hromadné dopravy je povrchním módním gestem, které má minimální praktický přínos, a naopak mnoho nedostatků. Je špatně vidět dovnitř, když si cestující z nástupiště vybírá nejméně obsazenou část vozu. Večer je hůře vidět ven, dominují vnitřní světelné reflexy, takže orientace při jízdě i vystupování je snížena. Efekt filtrování slunečního svitu je malý, zato negativní psychický efekt při podmračeném počasí je značný. Po úvodních problémech u předchozích typů tramvají T1 a T2 byla zcela dostatečně vyřešena ventilace nastavitelnými okenními a střešními průduchy. Přiměřená ventilační funkčnost v interiéru tramvaje T3 potvrzuje zbytečnost instalování klimatizace u nových typů tramvají.
Chybějící nízkopodlažnost. Jediným nedostatkem tramvaje T3 se jeví chybějící nízkopodlažnost. V soudobém provozu, kdy zcela dostačuje zařazení každé druhé tramvaje s nižší úrovní podlahy, může být zvýšená podlaha vnímána naopak jako přednost. Jednostranné propagování snížené úrovně podlahy totiž zcela ignoruje výsledky ergonomických výzkumů, které hovoří o příjemném pocitu lidí vnímajících jízdu z vyšší úrovně nad výfuky a koly velkých vozidel. Souvisí to i s větším pocitem bezpečnosti, kterou má cestující ve vyšší poloze. Potvrzuje to i obliba jinak nechvalně známých SUV „rodinných“ vozů, ve kterých cestující sedí ve vyšší příjemnější a bezpečnější úrovni.

### Zdůvodnění ocenění tramvaje EVO2
Vnitřní uspořádání působí přehledně a vzdušně, částečně nesouměrné řešení prvků interiéru nevede k pocitu zbytečné komplikovanosti. Příznivě působí vyvýšené ostrůvky s některými sedadly, která se díky tomu dostávají do vyšší polohy vůči stojícím pasažérům i exteriéru. Barevnost interiéru je decentní, svou světlou tonalitou působí čistě a optimisticky. Sedadla kombinují plast s měkkým polstrováním, čím je dosaženo vyššího tepelného odporu, tření a měkkosti.  Jejich lomené barevné řešení souzní na rozdíl od mnoha soudobých českých realizací s celým interiérem. Jsou vhodně tvarovaná proti vyklouznutí do boku i dopředu. Mikroklima. Dostatečné větrání je zajištěno nastavitelnými okenními a stropními průduchy. Klimatizace není potřebná. Ztmavení skel je jen mírné, takže nemusí mít negativní efekty temného kouřového skla. Informační systém. Audiovizuální informační systém splňuje soudobé standardní požadavky.

## Ceny za ergonomii 2020
Podle zdroje:

### Relaxační deska pro kancelář
Relaxační deska Miriam Danielkové (Ústav průmyslového designu FA ČVUT Praha) představuje velmi potřebnou pomůcku pro všechny pracoviště i domácnosti, kde člověk postrádá dostatek pohybu a nemá dost místa na samostatnou relaxační místnost. Deska univerzálně podporuje různé typy protažení těla a umožňuje leh na šikmé rovině.

#### Zdůvodnění
Negativní vliv kancelářské nebo i jiné jednostranně či monotónně vykonávané práce na psychický i fyzický stav organismu je všeobecně známý. Má také vazbu na známý syndrom nemocných budov (interiérů). Odstranění negativních faktorů takových prací nebývá řešeno důsledně a ani není možné ve stoprocentním rozsahu. Kvalitní instituce proto zajišťují pro své pracovníky různě vybavená Relax-centra. Ta však mohou být náročná finančně, jejich užití pak třeba organizačně. Sami pracovníci mohou kompenzovat negativní vliv sedavé práce např. různými cviky v prostředí kanceláře. Nemusí k tomu ale mít dostatek přímé motivace, zábrany může působit i pohled kolegů, kteří nemají pochopení. Proto je tato cvičební pomůcka nesmírně užitečným doplňkem i prostorově velmi úsporné pracovny, neboť stojí opřena o zeď. Svým řešením nabízí několik zásadních typů protažení, některých bez pomůcky ani neproveditelných. Relax-deska je nejen pomůckou ke cvikům, ale i psychickým podnětem k jejich častému provádění a psychickou obranou před těmi, kteří význam cvičení třeba i zesměšňují.

### Univerzální ruční vozítko
Návrh univerzálního vozítka je reakcí na zbytečné užívání motorových individuálních, ale i hromadných dopravních prostředků pro překonání nevelkých vzdáleností v obcích a současně nedostatek pohybu a pro udržení kondice nezbytné zátěže. Produkt proto oplývá vysokou mírou společenské odpovědnosti. Grafika současně pracuje v rovině sociální reklamy, který vyvažuje převahu jednostranné mediální masáže veřejnosti ve prospěch aut.

#### Zdůvodnění
Univerzální vozítko slouží k přepravě dětí, zavazadel, má vyklápěcí stoličku pro sezení v místech s chybějícími lavičkami a pro muže (nebo pro ženy v prázdné verzi) je transportovatelné pomocí popruhů na zádech. Je také zavěsitelné za jízdní kolo. Potřebné prvky má nastavitelné pro různé výšky lidské postavy. Žebříčková konstrukce umožňuje zavěšování různě velkých zavazadel. K pohybu po schodech pomáhá vozítku trojkolečko s rozměry odpovídajícími standardnímu stupni schodiště. Tento ve světě známý prvek, je v českém prostředí nefunkčním tržním mechanismem zcela ignorován, stejně jako etická povinnost stavebníků opatřovat všechna schodiště pásy pro pohyb kočárků, tašek na kolečkách, příp. s pomocí obsluhy i vozíčkářů.

### Rekonstrukce vagonu ČD s oddíly
Studenti UMPRUM se s oblibou věnují návrhům produktů, které nejsou v praxi dobře řešeny. Např. ČD neumějí funkčně a ekonomicky renovovat vozy se zastaralými kupé (vycházejícími z někdejší dostavníkové dopravy) na velkoprostorové. Buď vozy s oddíly ponechají členěné a jen vymění domněle překonanou koženku sedadel za textil, nebo provedou zásadní celkovou rekonstrukci, která přesto, že není finančně úsporná, je většinou velmi nedokonalá. Autor Štěpán Smetana (UMPRUM) v tomto návrhu v celkové dispozici plochy vagonu pouze zrušil stěnu oddělující uličku, ale pak provedl dílčí úpravy, které vedou k zásadnímu zvýšení nepovrchního komfortu.

#### Zdůvodnění
Předností tohoto návrhu ekonomicky velmi úsporné obnovy jsou např. natáčecí sedadla, aby si lidé sedící proti sobě nehleděli nepříjemně do tváře, opěráky mají nezbytné boční opěrky hlavy pro spánek a průsvitné části příček mezi bývalými oddíly brání nepříjemnému proudění vzduchu ze sousedního okna. Vůz tedy užívá přirozený způsob ventilace, kterému při vhodné konstrukci otevírání nebrání předpisy pro běžné české vlaky s rychlostí do 160 km v hodině. Není tak potřebné instalovat ekonomicky a ekologicky problematickou klimatizaci, kterou v českém prostředí většina dopravců neumí regulovat podle zdravotních pravidel respektujících oslabené jedince. Ochrana před slunečním oslněním je řešena nastavitelnými záclonkami, nikoliv nedostatečným tmavým sklem, které způsobuje známé komplikace při podmračeném počasí nebo v noci. Odstraněním předělu do uličky se zvýší bezpečnost v celku vozu a umožní vyhýbání protijdoucích cestujících se zavazadly ať již v obou rukách nebo na zádech. Součástí vozu jsou skutečně ergonomické a hygienické záchody zásadně odlišné od běžně užívaných pedálovými ovladači a speciálním řešením WC sedátka. Komplexními kvalitami se tak navrhované řešení blíží nejkvalitnějšímu českému železničnímu vagonu oceněnému jednou z předchozích cen za ergonomii.

### Kontejner s inteligentním otevíráním
V civilizovaném světě se víka kontejnerů otevírají a zavírají jedině nožním pedálem. Skutečnost, že tomu tak u nás není, přesto že se vhodné kontejnery v tuzemsku vyrábějí, vypovídá o zásadní živelnosti či náhodnosti mnoha společenských procesů. Za úvahu stojí např. i menší praktičnost našeho národa oproti mnoha sousedům nebo větší lhostejnost úředníků k veřejnosti a praktickému efektu práce.

#### Zdůvodnění
Ruční otevírání víka kontejneru je mnohdy nepříjemné silově, většinou ale i hygienicky. Zejména pro ženy představuje obsluha víka psychicky nepříjemný problém. Problém mužů odcházejících ráno do práce s aktovkou v jedné ruce a sáčkem s odpady v ruce druhé je stejně názorný. Nezbývá než odložit aktovku do špíny na zem u kontejneru a otevřít jej uvolněnou rukou. Není divu, že se mnozí lidé bouří zjednodušeným odložením sáčku s odpady na zem, což pak musejí napravovat zaměstnanci svozové služby. Jiní zase nechávají víka otevřena a zápach se pak zbytečně šíří do okolí.

### Cyklistova audiovizuální komunikace
Cyklisté mají dnes dav závažné problémy. Bojí se bezohledně předjíždějících aut a sami bezohledně bez zazvonění předjíždějí chodce. Přestali si dokonce na svá stále dražší kola kupovat zvonky, takže i ti, kteří chtějí chodce upozornit, používají málo funkční slovní výkřik. Psychologie přitom funguje tak, že v pozemní, ale i ve vodní dopravě existuje systém zvukových signálů, podle kterých i bez zrakové kontroly poznáte typ a velikost dopravního prostředku, který na vás „houká“. S klesajícím kmitočtem roste velikost auta nebo lodi, výjimka mají tramvaje a kola, které zvoní. Je bohužel charakteristické, že přes svou velkou kritiku řidičů aut nejsou si cyklisté ochotni připustit stejně arogantní jednání vůči chodcům. Náraz rychlého jezdce do chodce přitom může mít podobně velké zdravotní následky, jako pád cyklisty do příkopu při dotyku auta. Studenti UMPRUM hledali pomůcky k řešení. Petr Polák vytvořil atraktivní displej tachometru kombinovaný s mechanickým zvonkem, který bude lákat nechápavé cyklisty ke koupi. Z historie známý distanční praporek vyčnívající v potřebné délce do vozovky psychicky donutí řidiče, aby předjížděl s větším odstupem. Pro předjíždění chodců by se ovšem praporek i z druhé strany.

#### Zdůvodnění
Než dojde k fyzickému poškození člověka kolizí, vytváří nebezpečné jednání řidičů i cyklistů na silnicích psychické napětí, které je škodlivé a znepříjemňuje jinak zdravý a příjemný pohyb v přírodě. Učit etice je pomalé (byť nezbytné), vždy jsou proto užitečné různé fyzické pomůcky.

### Inteligentní vlakové WC
Nejen tradiční, ale zejména současné nároky na hygienu vyžadují promyšlenější řešení hygienických zařízení. Konvenční klišé a konzervativní pohodlnost však brání potřebným inovacím, povrchní komfort dokonce některé přínosné kvality minulosti odmítá. Nejen dnešní digitální technologie, ale i klasická mechanická řešení umožňují inteligentní řešení. K jejich intenzívní kombinaci dospěl ve svém návrhu vlakového WC designér David Kovařík z pražské UMPRUM. Jeho řešení můžeme opakovaně srovnávat s málo inteligentními realizacemi nejen z vlaků, ale i z dalších veřejných prostor.

#### Zdůvodnění
Psychická ergonomie: Říká se, že kulturnost instituce, někdy i celého národa poznáte podle celkové úrovně WC vč. čistoty. Kovařík navrhl řešení, ve kterém se čistota dobře udržuje díky tvarové jednoduchosti.
Fyzická ergonomie:
- Ovládání vody nožními pedály je funkčnější než čidly a současně hygienické.
- Alternativní řešení osušení rukou (papírové ručníky a foukač) je k dispozici pro případ nefunkčnosti jedné z možností.
- Přerušené sedátko WC v místech nejvyššího hygienického rizika.
- Pružinou zvednuté sedátko WC brání znečistění.
- Dvojitá sklopná madla podporují varianty použití i bez dosednutí.
- Stolek umožňuje mj. odložení aktovky, aby nemusela být kladena na zem.
- Na stěně nechybí zcela nezbytný věšák na oděv apod., který mnohá česká WC nemají.

## Anticeny za ergonomii 2020
V ročence ČESKÁ ERGONOMIE 2015 bylo zveřejněno několik tipů absurdního vývoje techniky do slepých uliček. Všechny byly použity pro nominace na anticeny. Z osvětového hlediska jsou nesmírně užitečné ke kvalitativnímu srovnání. Z nominací byly vybrány následující obecné produkty.

### Zahradní traktor na sekání trávy

#### Zdůvodnění
Pro tělo i ekologii prostředí je optimální klasická kosa, k níž se již mnozí inteligentní lidé opět vracejí. Strunová sekačka ještě umožňuje pohyb těla, ale už zamořuje prostředí a obtěžuje sekáče chemickým a zvukovým smogem. Nejhorší je pak traktor, který už neumožňuje pohyb a zatěžuje tělo nejen již uvedeným smogem, ale také páteř nedostatečně odpruženými vibracemi z nerovného terénu. Je známo, že hluk vydávaný strojem, který člověk užívá ruší méně než hluk vytvářený někým jiným. Kromě přímo škodlivých faktorů traktor člověka zbavuje jedné z možností udržet si některé nezbytné typy kondice těla.

### Čtyřkolka
Čtyřkolka je svou podstatou terénní vozidlo do divoké přírody, do níž je motorovými prostředky dovoleno vjíždět jen ve velkých zemích, kde je přírody tolik, že se nemusí tak pozorně chránit. V ČR je možné se čtyřkolkou jezdit zejména v obcích, kam nepatří. Jejím hluk obtěžuje chodce i obyvatele rodinných domů. Je dobře, že čtyřkolka je předmětem výsměchu: Motorkáři si dělají ze čtyřkolkářů legraci, že to je stroj pro neschopné, kteří neudrží rovnováhu na běžném motocyklu. Tento humor zřejmě podnítila i přehnaná cena čtyřkolek, které si tak kupují především boháči, jež chtějí arogantně dávat na odiv svůj sociální status.

#### Zdůvodnění
Hlavním negativem je, že čtyřkolka obtěžuje hlukem stejně město jako přírodu, proto nemá nic společného s inteligentním (přírodě i člověku ohleduplným) designem.

### Kontejner bez pedálů pro obsluhu
Bylo otázkou, zda anticenou za tento typický český nepraktický produkt poctít výrobce, nebo městské úřady, které jimi zahlcují naše města namísto dnes ve světě běžných kontejnerů, které se dají pohodlně otevírat a zavírat pedálem. Česká výroba však inteligentní řešení nabízí. Jestliže je přesto hlavní odběratelé lhostejně přehlížejí, zaslouží si cenu oni.

#### Zdůvodnění
Chybějící nožní pedál k otevírání a zavírání víka kontejneru nutí uživatele k odkládání ostatních čistých zavazadel na špinavou zem a poté k často málo funkční a nepříjemné ruční manipulaci s víkem. Jde o diskomfort fyzický i psychický s doplňkem hygienického rizika.

### Příměstské železniční soupravy City-elephant
Tyto předražené příměstské jednotky jsou nejtypičtějšími reprezentanty hromadné dopravy se syndromem SBS, o kterém se zatím intenzivně diskutuje u nemovitostí, ale u dopravních interiérů se na něj chybně nemyslí. Předmětem nominace na anticenu byla druhá výrobní série, u níž došlo k designovým úpravám původní jednotky navržené designérem M. Výborným. Za řešení prostor pro cestující nese hlavní odpovědnost investor – dopravce – státní podnik ČD – jehož požadavkům se všichni zúčastnění podřizují. Druhá výrobní série je zvenku nechvalně známá disharmonickou červenomodrou strukturou.

#### Zdůvodnění
Psychická ergonomie:
- Mimořádná hlučnost vzduchotechniky vně je zdrojem zvukového smogu v interiéru (jediná neg. vlastnost kritizovaná dopravcem a na jeho žádost výrobcem částečně zmírněná.
- Namísto běžných, podle úhlu svitu slunce posunovatelných záclonek nebo žaluzií ztmavená skla v oknech, která jsou večer příčinou vnitřních reflexů omezujících orientaci cestujících a při zamračeném počasí působí v interiéru ponurou atmosféru (prokázaný vliv na depresívní stavy).
- Fialové polstrování ve II. třídě představuje odstín, který upřednostňuje jen malé procento veřejnosti.
- Ovladače výstupních dveří ještě u druhé série nemají instalovánu paměť, což cestujících při obsluze mate a zdržuje.
- Zásuvky 250 V na telefony a notebooky jsou jen v I. třídě, což je již běžné i ve II.

Komplexní problematika mikroklimatu:
- Chybí čidla vnější teploty, vůči níž se podle zdravotních pravidel nastavuje vnitřní teplota.
- Chybí sdělovače vnitřní teploty.
- Možnosti regulace teploty nesystémové, obsluha si stěžuje na nespolehlivost a nedostatečný rozsah ovládání.
- Proudění vzduchu z klimatizace na některých místech dosahuje nevhodně vyšších hodnot.
- U výdechů klimatizace chybí možností regulace směru a síly proudění.
- Podle komentářů obsluhy nedochází k pravidelné dezinfekci vzduchotechniky.
- Okenní průduchy umožňující částečně odstranit nedostatky klimatizace jsou po kritice instalovány s velkým zpožděním až od třetí výrobní série a dopravce je stejně zakazuje cestujícím užívat.

Fyzická ergonomie:
- Sedadlům chybí boční opěrky hlavy nezbytné i ke krátkému spánku.
- Chybně instalované police na zavazadla v horním podlaží, o které si cestující tlučou hlavu. Není u nich ani snaha o oblé či měkké hrany.
- Na WC chybí ve světě i u nás dříve užívaná pružinou zvedaná sedátka optimální z hlediska hygieny.
- Na WC chybí ve světě i u nás dříve užívaná vpředu přerušená sedátka optimální z hlediska hygieny.
- Na WC chybí nožní hygienické ovladače vody.
- Při málo plynulém brzdění a rozjíždění českých strojvedoucích by schůdky do patra vyžadovaly lepší zabezpečení proti pádu cestujících

### Fukar na listí
Jsme-li schopni se na svět dívat nekonvenčně, je fukar na listí ukázkovou karikaturou vývoje techniky i lidské lenosti bezohledné k sociálnímu i přírodnímu prostředí, spolehlivě směřujícími ke ztrátě běžné fyzické kondice.

#### Zdůvodnění
Podobně jako u sekaček se spalovacími motory jsou uživatel fukaru i jeho okolí obtěžováni výfuky i hlukem. Ukázkově chybné je také víření prachu, případně hnilobných bakterií z vlhkého listí. I silniční vysavače, které vzduch s nečistotami pouze nasávají pracují s malým zvlhčovacím kropítkem proti víření prachu, čím jsou ohleduplné zejména pro chodce na chodnících. Práce s fukarem omezuje množství pohybů těla a energetický výdej, proto má společně s předchozími vlastnostmi negativní vliv na kondici lidského organismu.

## Ceny za ergonomii 2021
Ceny za ergonomii v roce 2021 byly vybírány ze studentských prací vytvořených na školách designu, které byly přihlášeny do tradiční soutěže „Národní cena za studentský design“ pořádané Design Cabinetem. Veřejně byly vyhlášeny v rámci plzeňského týdne designu na závěr výstavy studentských prací dne 3. prosince 2021. Kromě kreativního prostoru DEPO2015 mohla veřejnost práce vidět na pražské repríze výstavy v Galerii České spořitelny na Starém Městě Pražském.

### Přehled udělených cen 2021
Kategorie: PRODUKTOVÝ DESIGN, SVÍTIDLA
Kateřina Panošková, Ústav designu, Fakulta architektury, České vysoké učení technické v Praze: Hands3 madlo na kliku. Vtipné řešení prastarého problému s aktuální přidanou hygienickou hodnotou. Všechny dveře nemohou obsahovat oboustranně výkyvné panty a digitální řešení s automatickým otevíráním je ekonomicky a ekologicky opodstatněné jen výjimečně.
Kategorie: ARCHITEKTURA, INTERIÉRY, NÁBYTEK
Tomáš Tögel, Lesnická a dřevařská fakulta, Mendelova zemědělská a lesnická univerzita v Brně: Dětská učící věž Nö2. Jednoduché a funkční řešení podporuje senzorické a motorické aktivity dítěte. Umožní odpočinek a relax celé rodině. Produkt akceptuje potřeby a možnosti dětského organismu ve více rovinách.
Kategorie: INDUSTRIÁLNÍ A TRANSPORTNÍ DESIGN
Jakub Beneš, Fakulta multimediálních komunikací, Univerzita Tomáše Bati ve Zlíně: Přepravní koloběžka Cargo. Produkt podporuje přirozenou kombinovanou kondici lidského organismu. Má předpoklady dlouhé životnosti, opravitelnosti, šetří životní prostředí. Je univerzálně použitelný ve firemní praxi i v soukromém životě. Je návazný na známé nákladní tříkolky pro seniory.

## Ceny za ergonomii 2023
Ceny byly podobně jako v roce 2021 uděleny v rámci přehlídky "Národní cena za studentský design".

### Přehled udělených cen 2023
Vojtěch Veverka, Ústav designu, FA ČVUT Praha. Oceněn za návrh multifunkčního vybavení pro transport nákladu v zimě po horách.
David Stingl a Filip Sobol, Ústav konstruování, FSI VUT Brno. Oceněni za návrh autonomního zásobování center měst S-PLY.
Tereza Horičková, Ústav designu, FA ČVUT Praha. Ocenění za návrh naučné dětské dřevěné stavebnice KOCKI.
Petra Kmošťáková, Fakulta umění a designu, JEP Ústí nad Labem. Ocenění za sadu porcelánových talířů HETTIE pro osoby se specifickými potřebami.